# Kamut (plaats)
Kamut is een plaats (község) en gemeente in het Hongaarse comitaat Békés. Kamut telt 1164 inwoners (2002).